# アーラコクラ
アーラコクラ(Aarakocra)は、テーブルトークRPG『ダンジョンズ&ドラゴンズ』（D&D）に登場する架空の鳥人である。アーラコクラは1981年に発売されたモンスター集、『Fiend Folio』が初出で、グレイホーク、ドラゴンランス、ダーク・サン、そしてフォーゴトン・レルムの世界に登場している。

## 掲載の経緯

### AD&D 第1版(1977-1988年)
前述の通り、アーラコクラの初出は『アドバンスト・ダンジョンズ&ドラゴンズ』（AD&D）第1版のモンスター集、『Fiend Folio』(81年、未訳)で、発案者は冒険モジュール(シナリオ集)、『ホワイト・プルーム・マウンテン』のデザイナーであるローレンス・シックである。その後、同じく冒険モジュール、『The Forgotten Temple of Tharizdun』(82年、未訳)にある野外マップに“アーラコクラの高原(Plateau of the Aarakocra)”なるアーラコクラの居住地が登場する。
『ホワイトドワーフ』39号(1983年5月)では、アーラコクラの神である“空の貴公子(The Skylord)”K'ooriallが紹介された。
ドラゴンランス世界の冒険モジュール、『Dragons of Light』(1985年、未訳)では南エルゴス地方の霧籠りの谷(Foghaven Vale)を拠点とする、120人のアーラコクラの部族とその王が登場する。
また、同年発売の冒険モジュール、『Dark Clouds Gather』(85年、未訳)でも、アーラコクラの部族が物語の重要な役割を持って登場した。
『ドラゴン』124号(1987年8月)にはJ・E・キーピングによる特集記事、“鷲の翼(The Wings of Eagles)”によってPCとNPC化するデータが紹介された。また、同記事のサイドバーにはクリストファー・ジョーンズによって、アーラコクラの下級神、Krocaaが紹介された。

### AD&D 第2版(1989-1999)
AD&D第2版では『Monstrous Compendium Volume 2』(1989、未訳)に登場し、『Monstrous Manual』(1983、未訳)に再掲載された。
異種族やモンスターの神格などを扱ったサプリメント、『Monster Mythology』(1992年、未訳)ではアーラコクラの女神Syranitaが登場した。
また、『The Complete Book of Humanoids』(1993年、未訳)ではプレイヤー用種族として紹介され、同様のデータが『Player's Option: Skills & Powers』(1995年、未訳)に再掲載された。
ダーク・サン世界を扱った、『Dark Sun Monstrous Compendium Appendix Ⅱ』(95年、未訳)には“アセスのアーラコクラ”(Athasian aarakocra)が登場した。同年発売の、『Dark Sun Campaign Setting, Expanded and Revised』(95年、未訳)ではプレイヤー用種族として紹介された。
『Polyhedron』124号(1996年)には、フォーゴトン・レルムの東洋世界、カラ・トゥア(Kara-Tur)の密林地帯、マラトラ(Malatra)に棲息する“マラトラのアーラコクラ”(Malatran aarakocra)が紹介された。同記事はRPGAネットワークによってWeb記事として再掲載された。

### D&D 第3版(2000-2002)、D&D 第3.5版(2003-2007)
D&D第3版では『Monstrous Compendium: Monsters of Faerun』(2001、邦題『フェイルーンのモンスター』) に登場。
"Dark Sun Player's Handbook"と題してダーク・サンの特集を組んだ『ドラゴン』319号(2004年5月)ではアーラコクラもプレイヤー用種族として登場した。

### D&D 第4版(2008-2013)
D&D第4版では、『Dark Sun Creature Catalog』(2010年、未訳)に以下の個体が登場している。
- アーラコクラの特攻兵／Aarakocra Diver
- アーラコクラの戦士／Aarakocra Warrior
- アーラコクラの風呼び／Aarakocra Windcaller

『ダンジョン』187号(2011年2月)では“Dark Sun Threats”特集で新たな個体が紹介された。
- アーラコクラのダート投げ／Aarakocra Darter

また、『ダンジョン』202号(2012年5月)掲載の冒険シナリオ、"Cruel as a Desert Wind"にもアーラコクラが登場した。
2011年1月に催されたアメリカのゲームイベント、ウィンター・ファンタジーにて、ウィザーズ・オブ・ザ・コーストとボールドマン・ゲームズ(Baldman Games)が主催したダーク・サンのキャンペーン、“Ashes of Athas Campaign”ではアーラコクラがプレイヤー用種族として用意された。

### D&D 第5版(2014-)
D&D第5版では、『モンスター・マニュアル』(2014)に登場している。第5版において再デザインされた。
また、PDF版として配布された、『『Elemental Evil Player's Companion』(2015年、未訳)ではプレイヤー用種族として登場している。

## 肉体的な特徴
平均的なアーラコクラの身長は5フィート(約1.5m)、体重は80～100ポンド(約36～45kg)ほどある。翼を広げると20フィート(約6m)ほどある。
アーラコクラの外見は第1版、『Fiend Folio』から第3版までのと、ダーク・サンのみの登場となった第4版、そして再デザインされた第5版で大きく変わっている。

### 第1版～第3版までの外見
アーラコクラは大型の猛禽類のような姿をしているが、鳥類では退化した手の骨が小翼羽部分から露出しており、3本の指が使用できる手となっている。この手は人形生物と同じように物を掴めるが、飛行中には使用できない。
飛行のために発達した胸部には筋肉があり、いくばくかの防護となっている。
脚部も大きな鉤爪があり、こちらも物が掴める。飛行しての攻撃を好むアーラコクラはこの脚部に武器を構える。
アーラコクラの頭部はオウムと鷲を合成したような形をしている。黒灰色の嘴と、黒色の瞳がある。
アーラコクラは全身を羽毛で覆われており、毛の色は部族によって異なっているが概ねオスは明るい赤からオレンジ、黄色、メスは茶色から灰色までになる傾向がある。

### 第4版の外見
第4版ダーク・サンでのアーラコクラはバルチャー・フォーク(Vuiture Folk／ハゲタカ族)の異名があり、その名の通りハゲタカに似た容姿になっている。基調は今までのアーラコクラと同様だが、カリフォルニアコンドルのような禿頭で、頸部は襟巻き状の羽毛で被われている。

### 第5版の外見
第5版のアーラコクラは翼と手が分離し、より人形生物に近い外見となっている。武器も両腕で持つようになった。イラストではハクトウワシを思わせる白い羽毛に包まれている個体が多くなった。

## 社会
空の狩人(Sky Hunter)、鳥人間(Birdman)、羽根頭(Fether Head)と冒険者や近隣の住人に様々な渾名で呼ばれているアーラコクラは、とりたてて邪悪な種族ではないのにその評判は良いものばかりではない。彼らが持つ鳥類の習性が文明社会と馴染めていないのが一因だからだ。
アーラコクラの習性は鳥類と共通点がある。彼らは自らの羽毛の美しさに敏感で、よく毛繕いをしては虫を追い出している。物質界では高い山崖や森の奥深くの樹上に蔓草を用いて巣を作り、20～30人の群れを形成する。1つの群れは100平方マイル(約26平方km)ほどの狩場を持ち、その境界を羽根をこしらえた色鮮かな目印で示す。最年長の男性が群れを率い、それに次ぐ者がシャーマンとして風の精霊たちを称える儀式を執り行う。その儀式は毎月初めの日没に、精霊を称える旋律的な歌を口笛のように口ずさむことである。他の男性は1日を食料や財宝探しに費やす。群れの女性は1年のうち8ヶ月ほどは卵を抱いたり子供の世話をして過ごす。時間が空いたら石と木を用いて投げ槍などの道具類を作ることに従事する。
アーラコクラには物の所有に対する文明的な観念に乏しい。彼らからすれば、野外にあるものに何故誰かが所有を主張するのか理解できないので、放牧された家畜も、畑や果樹園の作物も平然と持ち去っていく。中でも金や財宝のようなピカピカ輝く物には鳥類としての衝動にかられて、巣に持ち帰っては飾り立てることをしばしばやらかす。群れを離れ冒険者として生活するアーラコクラはそうした衝動を抑制する必要性を学ばなければならない。
また、アーラコクラは身振りや表情でニュアンスを表現する手法が難しいので、それを鳴き声のトーンで表現する。このことはアーラコクラと他の人型生物との意思疎通を難しくしている。突然甲高く鳴き始めたアーラコクラが、警告を発しているのか冗談を飛ばしているのか、判別するのは至難の業だからだ。
地上でじっとしている事はアーラコクラにとって苦痛である。樹上に止まっている時や、巣で休んでいる時ですらその目は絶えず泳ぎ、周囲を警戒する。増してや、閉所に閉じ込められたり、地上に釘付けになる、寒さで身動きが取れなくなるなどの事態には恐怖を感じている。

### 風の精霊の召喚
シャーマンを含めた5人のアーラコクラは空中で複雑な踊りと歌を捧げることでエアー・エレメンタルを召喚することができる。

### “風の公爵”の眷属
第5版におけるアーラコクラは“アーカの風の公爵(Wind Dukes of Aaqa)”と呼ばれる強大な存在(第4版ではエンジェルに属した)の1人、ヴァーティ(Vaati)に仕える眷属であり、かつて大公たちが雌雄を決した悪名高き元素邪霊寺院(Temples of Elemental Evil)の残党を捜索している。太古の時代、大公たちが寺院に組みした強大な悪の存在、“狼蜘蛛のミスカ(Mishka the Wolf Spider)”を打ち破るべく創り出した神器、“ロッド・オヴ・ロー(Rod of Law)”が四散して“ロッド・オヴ・セヴン・パーツ(Rod of Seven Parts)”として散逸してしまったが、アーラコクラは今でもこの欠片の捜索と回収を誓っている。
多くのアーラコクラは風の元素界を本拠としている。風の元素界では卵を孵化させるのと、飛べない子供を教育する時以外は常に飛行している。火、水、風、土の精霊が相克する元素界においては、土の元素界の住人たるガーゴイルが侵略することもあり、彼らを“空飛ぶ岩”(Flying rock)と呼び不倶戴天の敵と見なしている。
アーラコクラは平和で孤独を愛し、地上で汗水たらして働く種族に憐れみを感じることはあるが基本的には不干渉である。富も栄誉も、アーラコクラを冒険に突き動かす動機にはならない。アーラコクラが群れを離れ冒険者となるには、より大きな使命感による所が大きい。それは迫りくる脅威への危機感や復讐への思いなどである。風の公爵のためにロッド・オヴ・セヴン・パーツの探索すること、土の元素界と戦うことなどはアーラコクラを群れから離れさせる大きな動機となりうる。
アーラコクラの属性は通常、“中立にして善”である。何らかの善属性であり、秩序や混沌にはあまりこだわりがない。族長などの個体は秩序を重んじているかもしれないし、冒険者となって自由を謳歌している個体は混沌の気質かもしれない。

## D&D世界でのアーラコクラ

### フォーゴトン・レルムでのアーラコクラ
フォーゴトン・レルムにおいて、アーラコクラははるか西方、マズティカの地から移住してきた種族ではないかと考える賢者がいるが定かではない。いずれにせよ、フェイルーンの地において主だったアーラコクラの居住地は、高森(High Forest)の星山脈(Star Mounts)、コアミアの嵐角山脈(Storm Horns)、ヴィルホン入江(Vilhon Reach)の裂山脈(Cloven Mountains)、そしてチェルトの霧崖(Mistcliffs in Chult)である。この内、星山脈にある集落は空を飛ぶ者でしか発見できない未踏の地であったが、エラークリマリクロス(Elaacrimaricros)と呼ばれるエインシェント・グリーン・ドラゴン(齢重ねた緑色の悪竜)によって集落は破壊され部族の大半が殺された。生き残った者たちはドラゴンへの復讐を誓い、その追跡を始めた。コアミアや北部地域ではそれ以降、アーラコクラの冒険者が散発的に見られるようになった。

### ダーク・サンでのアーラコクラ
弱肉強食の終末世界であるダーク・サンにおいて、ハゲタカ族と呼ばれているアーラコクラは、狩人であり、薄汚い盗賊であり、そしてどんな肉でも食べる不愉快な屑拾いとして旅行者たちに罵られている。彼らは崖地や高台に棲家を構え、狩場を通る隊商相手に通行税を要求する。要求に応じれば縄張りの外まではガイドを買って出るだろうが、断れば身柄を拘束し棲家まで身代金目的で誘拐することを躊躇わない。彼らは空と太陽を崇める種族であり、部族のシャーマンは戦闘のみならず日常的にエア・エレメンタルを用い部族を扶助している。

### ドラゴンランスでのアーラコクラ
ドラゴンランス世界でのアーラコクラは同じ鳥人間であるキリエ(Kyrie)とライバル関係にあり、アンサロン大陸北東部にあるキャーセイ(Karthay)島ではキリエと互いに憎しみ合っているミノタウロスの部族と協力している。

## コンピュータゲームでのアーラコクラ
- 『ザナドゥ』

アラコッラ(Aarakocra)の名で登場。モンスターのデザインにAD&D第1版が大きく影響している。
- 『ウォークラフト』

アラコッアス(Arakkoas)の名で登場。